# Chiesa di San Giovanni Battista (Nervesa della Battaglia)
La chiesa di San Giovanni Battista è la parrocchiale di Nervesa della Battaglia, in provincia e diocesi di Treviso; è sede del vicariato di Nervesa.
Conserva una pala raffigurante la Madonna del Rosario attribuita a Jacopo Palma il Giovane.

## Storia
La prima citazione d'una chiesa a Nervesa va ricercata in un documento datato 1152; nella bolla papale del 1231 si apprende che tale cappella era filiale della pieve di Cusignana.
Nel 1572, essendo aumentato il numero dei fedeli, si deliberò di ingrandire l'edificio, che fu poi in effetti riedificato a tre navate e su disegno dell'imolese Giuseppe Stabachini tra il 1582 e il 1585.
Nei primi anni del XVII secolo fu collocato all'interno il nuovo altare maggiore caratterizzato dal ciborio avente la forma di un tempietto; il 10 ottobre 1609 venne impartita dal vescovo di Treviso Paolo Francesco Giustinian la consacrazione della chiesa.
Il 16 maggio 1651 la chiesa fu eretta a pieve con decisione del delegato apostolico; nel 1830 la volta venne abbellita con la realizzazione degli affreschi ritraenti l'Incoronazione della Vergine e le tre virtù teologali, eseguiti dal bellunese Girolamo Moech.
Nel 1858 fu eretto il campanile e la parrocchiale venne restaurata.
Nel 1918, a marzo, la chiesa fu praticamente distrutta durante i bombardamenti della prima guerra mondiale e venne ricostruita negli anni venti; nel 1937 furono realizzate le nuove decorazioni e nel 1944 venne inaugurata la Via Crucis, opera di Vincenzo Moroder.
Nel secondo dopoguerra l'edificio fu oggetto di alcuni interventi e nel 1984 si dovette ricostruire il tetto, che era stato distrutto da una tromba d'aria.
Nel 1987 l'impianto di riscaldamento subì un rifacimento e nel 1989 pure le decorazioni vennero rifatte.

## Descrizione

### Facciata
La facciata della chiesa, che è a salienti, è scandita da paraste dotate alta zoccolatura e complete di capitelli d'ordine corinzio; il registro inferiore presenta il portale maggiore, due nicchie e i portali laterali, sovrastati da due finestre semicircolari, mentre quello superiore, ai lati del quale sono presenti due attici, una lunetta oppilata ed è coronato dal timpano di forma triangolare caratterizzato dalla dentellatura.

### Interno
L'interno è suddiviso in tre navate separate da dei pilastri; la navata centrale presenta la volta a botte, mentre quelle laterali delle volte a crociere.
Il transetto è caratterizzato, ai lati, da due absidiole semicircolari; al termine dell'aula vi è il presbiterio, sopraelevato di tre gradini e chiuso dall'abside si forma semicircolare.
Qui sono conservate diverse opere di pregio, tra le quali la pala raffigurante la Madonna del Rosario, la cui esecuzione è attribuita a Jacopo Palma il Giovane, la tela con soggetto San Carlo Borromeo, probabilmente dipinta da Pietro Dammi, il seicentesco parapetto in marmo e le statue ritraenti i Santi Eustachio e Giovanni Battista.